# Isak Georg Stenman

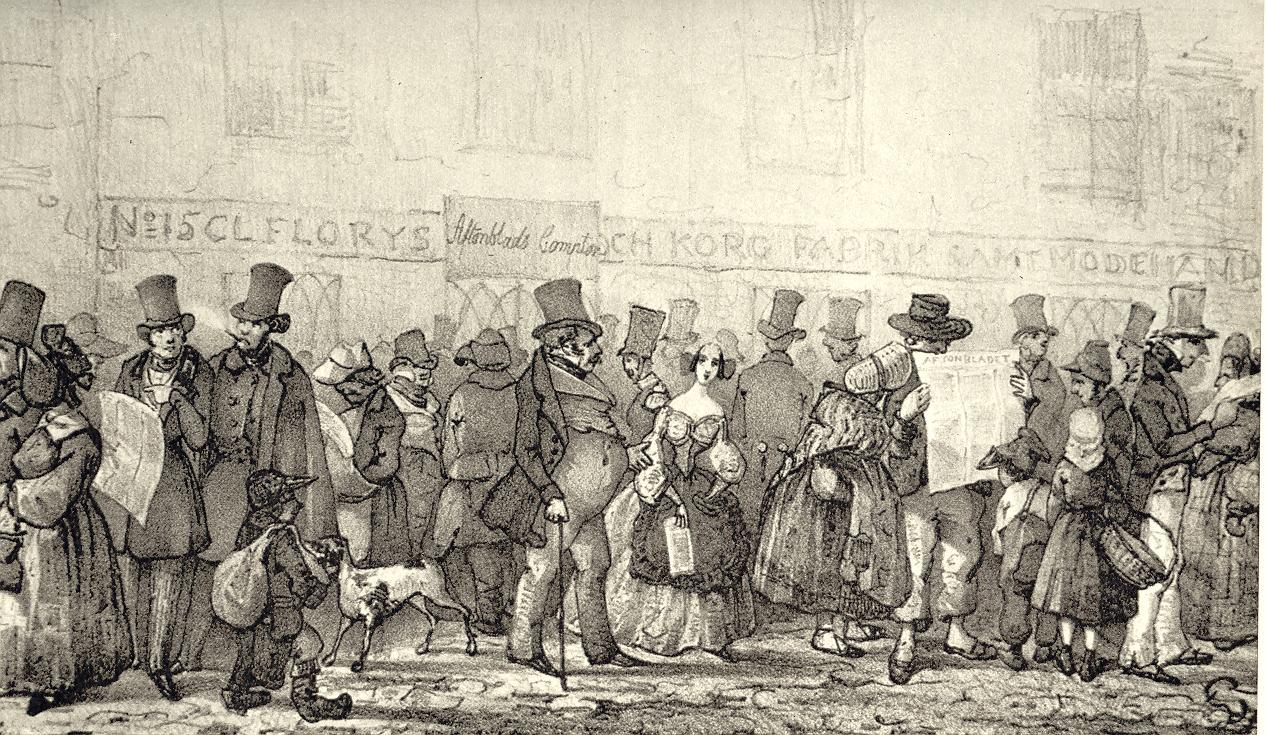
Utanför en tidnings bureau. Litografi av J A Cronstedt, 1841.

Isak Georg Stenman, författare, född 8 januari 1816 i Köping, död 25 april 1867 i Köping.
Han avlade studentexamen i Västerås 1835, prästvigdes i Uppsala stift 1839 och fick därefter tjänst som vice skolmästare i Rättviks socken, där fadern Per Erik Stenman var komminister under åren 1835–1853. Isak Georg Stenman blev 1843 komministeradjunkt i Rättviks socken och 1850 brukspredikant i Stjärnsund beläget i Husby socken nuvarande Hedemora kommun, komminister i Köping 1855, tillträdde 1856 och verkade som sådan till sin död 1867.
Under 1840-talet och första hälften av 1850-talet var Isak Georg Stenman en kunnig och flitig översättare av goda andeliga böcker, skrev även originaluppsatser och bearbetningar i kalendrar och tidskrifter, samt i tidningar i Falun och Västerås, oftast under pseudonym. Stenman var under åren 1839–1841 (eventuellt ända fram till 1846) redaktör för falutidningen Tidning för Falu län och stad.